# Salobe
Salobe is een plaats en commune in het zuiden van Madagaskar, behorend tot het district Betioky Sud, dat gelegen is in de regio Atsimo-Andrefana. Tijdens een volkstelling in 2001 telde de plaats 8.737 inwoners.
De plaats biedt alleen lager onderwijs aan. 55% van de bevolking werkt als landbouwer en 40% houdt zich bezig met veeteelt. Het belangrijkste landbouwproduct is rijst; andere belangrijke producten zijn maniok, zoete aardappelen en tomaten. Verder is 5% actief in de dienstensector.